# Pfarrkirche Gutenbrunn-Heiligenkreuz

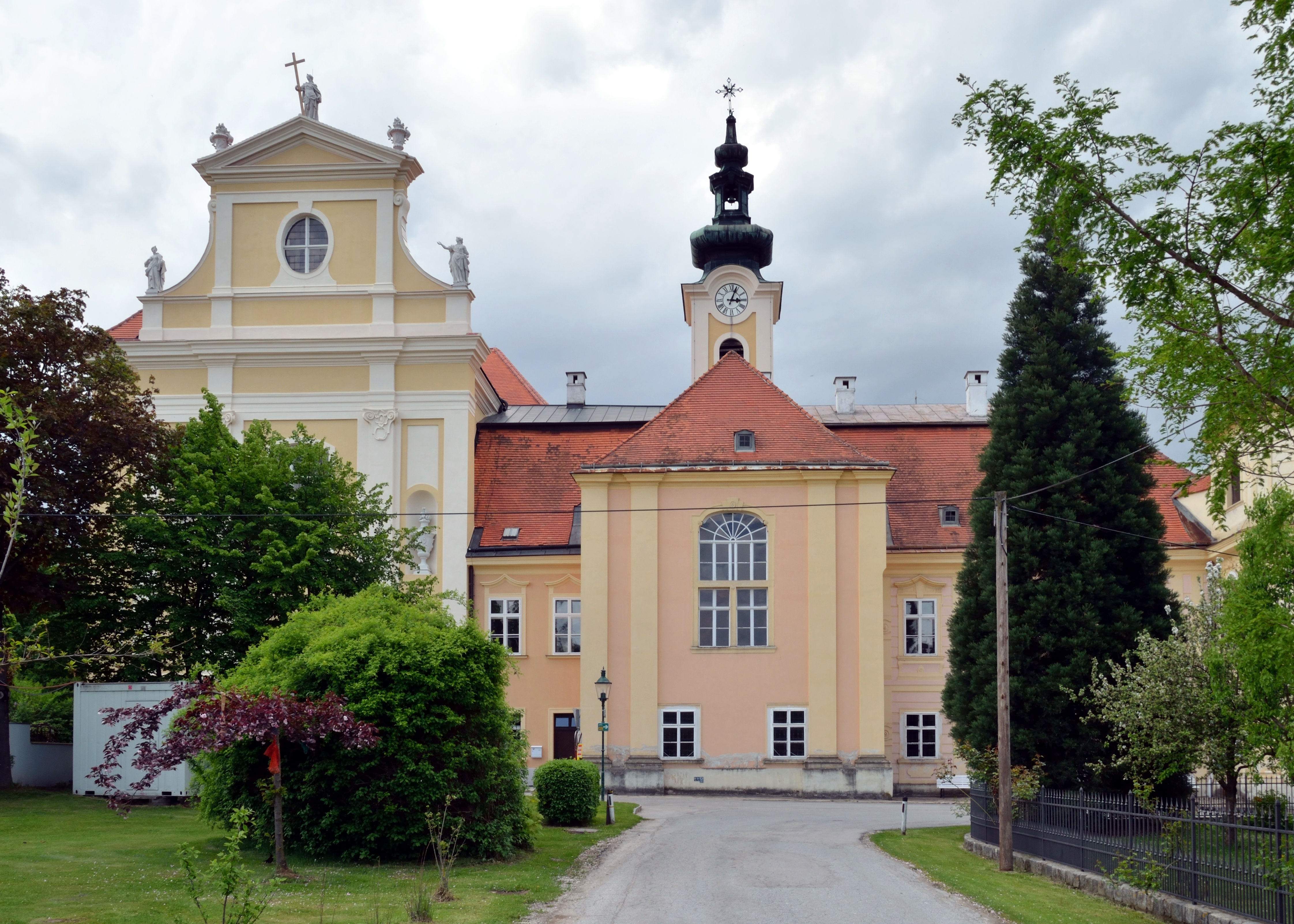
Links die Giebelfront der Pfarr- und Wallfahrtskirche Mariä Himmelfahrt, rechts das Schloss Heiligenkreuz

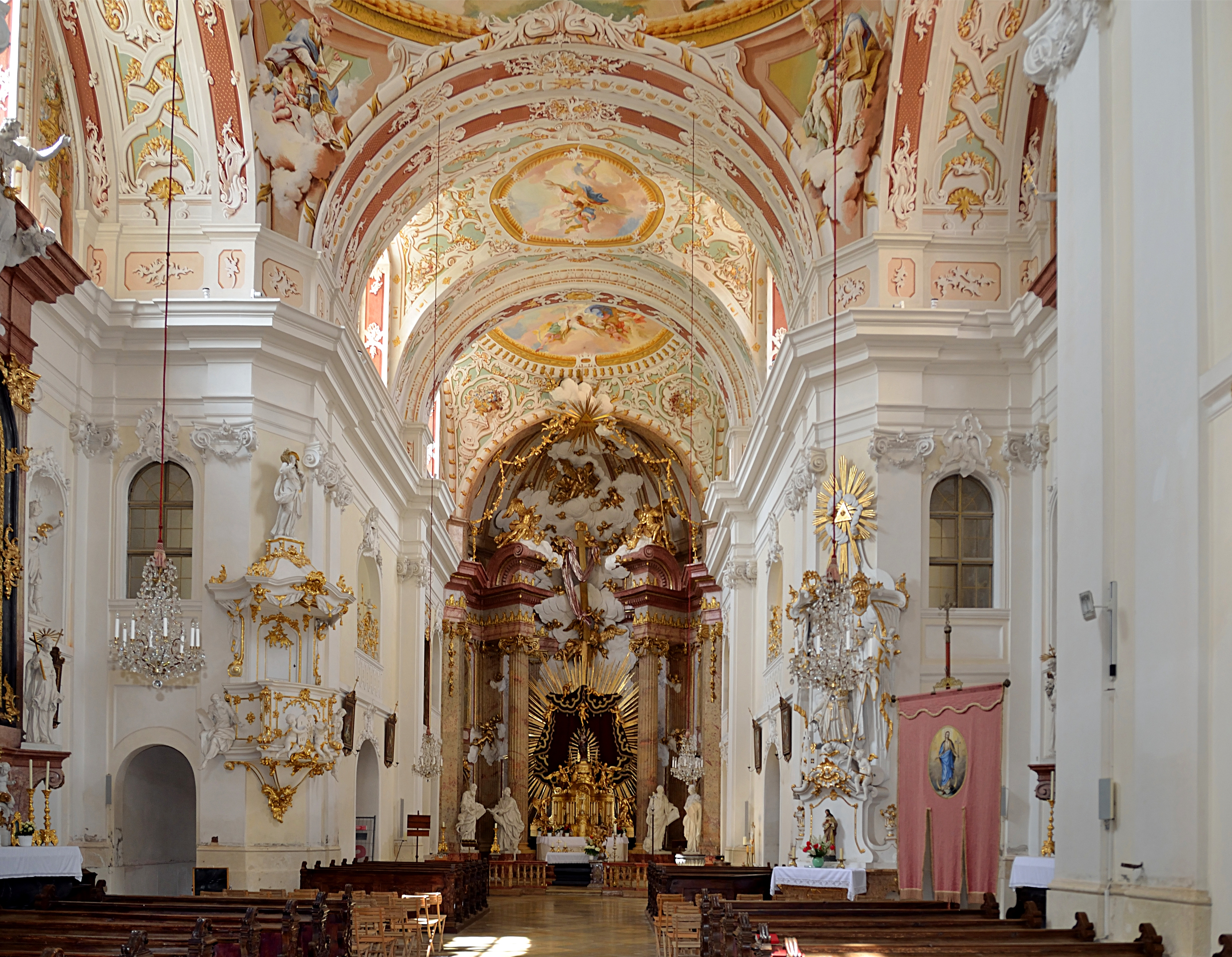
Langhaus, Blick zum Chor

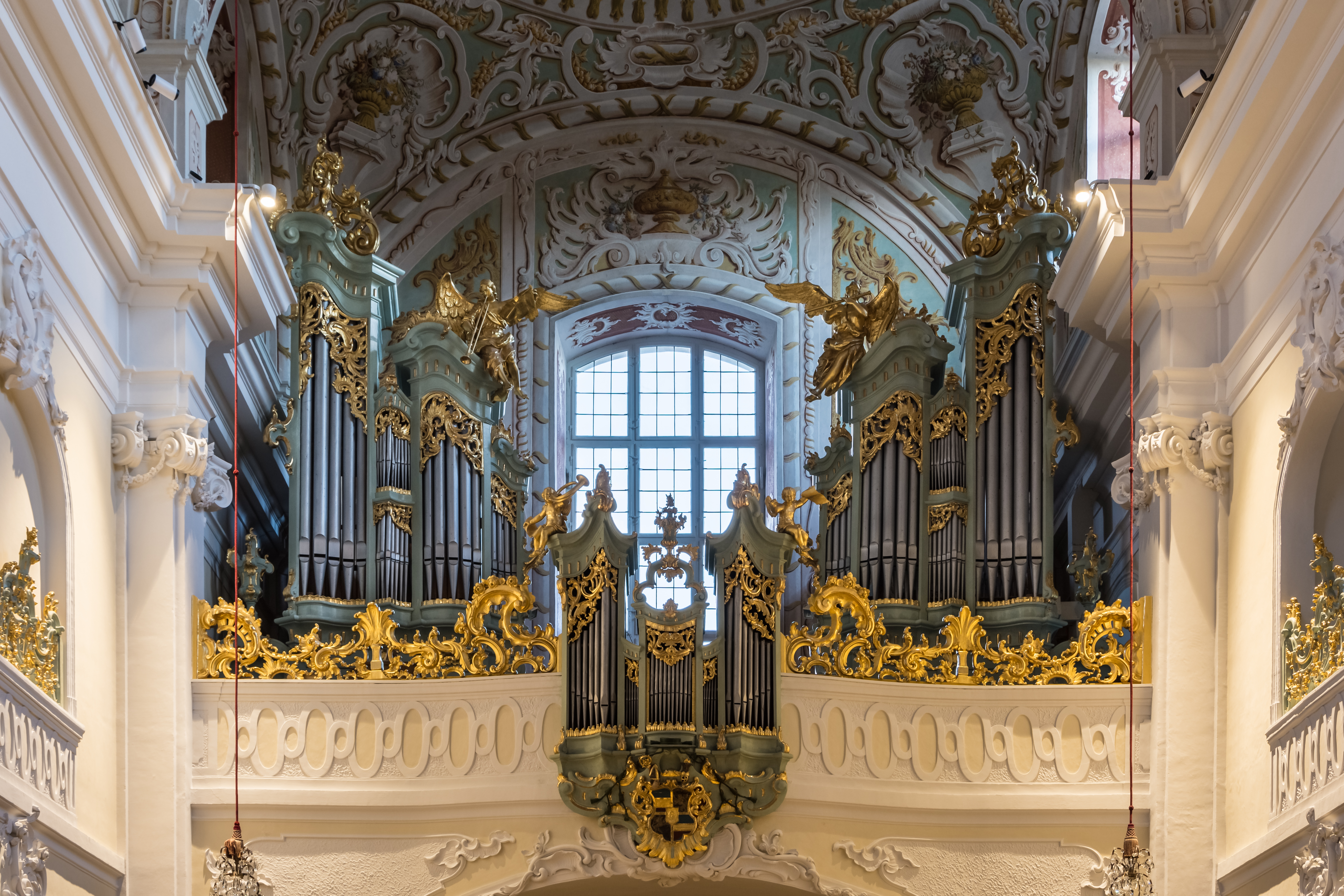
Langhaus, Blick zur Orgel

Die römisch-katholische Pfarrkirche Gutenbrunn-Heiligenkreuz steht im Schlossweiler Heiligenkreuz in der Katastralgemeinde Gutenbrunn der Stadtgemeinde Herzogenburg im Bezirk St. Pölten-Land in Niederösterreich. Die dem Patrozinium Mariä Himmelfahrt unterstellte Pfarr- und Wallfahrtskirche gehört zum Dekanat Herzogenburg in der Diözese St. Pölten. Die Kirche steht unter Denkmalschutz (Listeneintrag).

## Geschichte
Die Kirche wurde von 1755 bis 1758 als Schulkirche für das im Schloss Heiligenkreuz geplante Alumnat für Weltpriester geplant, vermutlich von Mathias Gerl und Paul Trientl für den Wiener Weihbischof Anton Marxer. Der spätbarocke Kirchenbau entstand in Auseinandersetzung mit der Salzburger Kollegienkirche nach Johann Bernhard Fischer von Erlach bzw. wurde auch mit dem Vorarlberger Münsterschema in Verbindung gebracht.
Im Jahr der Vollendung 1758 wurde der Sitz der Pfarre von der ehemaligen Hedwigkirche in Gutenbrunn hierher übertragen.

## Architektur
Der Kirchenbau als Teil des Schlosses Heiligenkreuz hat ein monumentales langes Langhaus mit einem doppelwandigen Wandrahmen, welcher beim Querhaus auf die Außenwand zurückgenommen und dabei verschliffen wurde. Die östliche Giebelfront hat einen hohen Sockel und beidseits des Portals vorgelegte Pilaster, es gibt zwei Nischen mit Prunkurnen, über der Attika gibt es einen dreieckig abgeschlossenen Giebel mit den Statuen Glaube, Liebe, Hoffnung und Voluten. Der außen gerade geschlossene Chor ist im rechten Winkel mit dem Westtrakt des Schlosses verbunden. Die Nordlängsseite des Langhauses zeigt sich im Innenhof des Schlosses und ist teils im Osten durch den Osttrakt verbaut.
Das Kircheninnere zeigt einen weitläufigen Raum in ausgewogener Zusammensetzung aus einem zentralen überkuppelten Kreuz mit tonnengewölbten kurzen Querarmen und langen Längsarmen und daran angeschlossene Joche mit Hängekuppeln als Eingangs- und Chorjoch andererseits. Im östlichen Joch befindet sich eine platzlunterwölbte Orgelempore mit einer leicht vorschwingenden Brüstung. Der Wandaufbau ist zweizonig mit Monumentalpilastern und einem durchgehenden mehrstufig vorkragenden Hauptgesims. Beim Chorjoch schließt eine halbrunde Apsis an.
Der Altarraum ist mit rötlichem Stuckmarmor farblich vom weißgefassten Langhaus abgehoben. Die Deckenmalerei schuf Franz Anton Maulbertsch 1758 als fünften bekannten großen Freskenzyklus nach dem Schloss Kirchstetten, der Wiener Piaristenkirche, der Jesuitenkirche am Hof und Schloss Ebenfurth, hier erstmals mit ausgeprägt expressivem Formenspiel mit gesteigertem Lichtgehalt, Mariä Himmelfahrt im Chorjoch, dann Engel mit Schweißtuch der hl. Veronika, in der Vierungskuppel vielfigurig die Auffindung des Kreuzes, an dem vorgetäuschten Pendentifs die Vier Kirchenväter, Ornamente an den Pendentifs der Flachkuppeln und den Gurtbögen, über der Orgelempore Schutzengel und Maria, Heil der Kranken.

## Ausstattung
Der Hochaltar entstand nach einem Entwurf von Johann Ferdinand Hetzendorf von Hohenberg, er hat zwei mächtige im Sinne von Andrea Pozzo aus der Innenraumgliederung heraus entwickelte quer gestellte Säulen mit Sprenggiebel auf der Gebälkzone, dazwischen befindet sich der Altartisch mit einem reich gegliederten Tabernakelaufsatz mit einer spätgotischen Gnadenmadonna vor einem strahlenbekränzenden Stoffbaldachin, darüber befindet sich ein großes von Engeln getragenes Kreuz in Wolken- und Engelsgloriole mit großen Statuen der Vier Evangelisten.
Die Orgel baute Franz Capek 1926, in einem spätbarocken Gehäuse von Franz Xaver Christoph mit einem Wappen Weihbischof Franz Marxer.